# Cuchumtón
Cuchumtón är en ort i Mexiko.   Den ligger i kommunen Mitontic och delstaten Chiapas, i den sydöstra delen av landet, 800 km öster om huvudstaden Mexico City. Cuchumtón ligger 2 176 meter över havet och antalet invånare är 713.
Terrängen runt Cuchumtón är bergig, och sluttar norrut. Runt Cuchumtón är det ganska tätbefolkat, med 134 invånare per kvadratkilometer. Närmaste större samhälle är San Cristóbal de las Casas, 16,7 km söder om Cuchumtón. Omgivningarna runt Cuchumtón är en mosaik av jordbruksmark och naturlig växtlighet.